# Agrilus lituratus
Agrilus lituratus es una especie de insecto del género Agrilus, familia Buprestidae, orden Coleoptera.
Fue descrita científicamente por Klug, 1829.